# Hauptstrasse 14
Die Hauptstrasse 14 ist eine Hauptstrasse in den Schweizer Kantonen Schaffhausen, Zürich und Thurgau. Die Hauptstrasse beginnt an der deutschen Grenze am Grenzübergang Oberwiesen/Stühlingen an der Bundesstraße 315 und endet bei Romanshorn am Bodensee. Der Teilstück zwischen Eschikofen am heutigen Ende der A23 und dem Kreisel im Zentrum von Amriswil befindet sich im Eigentum des Bundes und ist somit Teil der Nationalstrasse N23.
Sie verläuft von der deutschen Grenze bei Oberwiesen durch den Galgenbucktunnel bei Neuhausen am Rheinfall nach Schaffhausen, führt über eine Rheinbrücke nach Feuerthalen, ab dort über Schlatt, Truttikon, Frauenfeld, Weinfelden und Amriswil nach Romanshorn am Bodensee. An der deutsch-schweizerischen Grenze überquert sie zwischen Stühlingen und Schleitheim den Grenzfluss Wutach.

## Geschichte
Der Strassenbau im Nordosten der Schweiz begann relativ spät.

### Schaffhausen
Auf badischem Territorium begann der Strassenbau in Richtung Schaffhausen bereits im Jahre 1755, während der Strassenbau auf Schaffhauser Seite lange vernachlässigt wurde. 1816–1819 wurde die Strasse von Schaffhausen über die Siblingerhöhe nach Schleitheim zu einer modernen Kunststrasse (Chaussee) ausgebaut. 1868 wurde eine neue Wutachbrücke gebaut, 1868–1876 wurde die Strecke über die Siblingerhöhe in eine Serpentinenstrasse verwandelt. Von 1905 bis 1964 verkehrte die Strassenbahn Schaffhausen–Schleitheim auf dieser Hauptstrasse.

### Thurgau
Der Thurgau war bis 1803 eine gemeine Herrschaft, also ein Untertanengebiet, das von den eidgenössischen Stadtstaaten gemeinsam verwaltet wurde. Seit 1803 verfügte der neugegründete Kanton Thurgau selbst über seine Steuereinnahmen und beschloss ein umfangreiches Strassenbauprogramm. 1810 beschloss die Regierung den Bau einer Strasse zwischen Paradies und Frauenfeld. 1811 fiel die Entscheidung für den Bau einer Strasse von Frauenfeld über Weinfelden und Amriswil nach Romanshorn. 2020 wurde der Teilstück zwischen Eschikofen und Amriswil dem Bund übergeben. Sofern die Autostrasse A23 vollendet werden, würde es wieder an den Kanton zurückfallen.